# 폴 라인
폴 라인(스웨덴어: Paul Rein, 본명은 파울리 카이 올라비 라이니카이넨(스웨덴어: Pauli Kaj Olavi Reinikainen), 1965년 5월 20일 ~ )은 스톡홀름을 기반으로 활동하는 스웨덴의 작곡가이자 음악 프로듀서이다. 그는 1980년대에 가수로도 활동했다. 그는 "Lady-O", "Hold Back Your Love", "Stop (Give It Up)", "Touch"와 같은 이탈리아 디스코 싱글을 발표했다.